# Sismo dos Açores de 1980
O sismo dos Açores de 1980, ou sismo de oitenta, foi um sismo com magnitude de 7,2 na escala de Richter, que ocorreu às 15h42 (hora local; 16h 42m 39s UTC) do dia 1 de janeiro de 1980. Com epicentro localizado no mar entre as ilhas Terceira e São Jorge e profundidade focal estimada em 10 km, foi sentido em todas as ilhas do arquipélago, à exceção das Flores e Corvo. O sismo causou 73 mortos e mais de 400 feridos, com sérios danos no parque habitacional das ilhas Terceira, São Jorge e Graciosa.

## Geologia
Três décadas antes, outro grande sismo havia atingido a região do arquipélago, e este era o maior sismo desde então. De origem vulcânica, os Açores situam-se numa área tectonicamente complexa de ambos os lados da cordilheira mesoatlântica, entre os limites das placas euro-asiática e africana, formando a sua própria microplaca. O sismo de 1980 foi o resultado de um movimento ao longo de uma falha tectónica. Quando as réplicas do sismo cessaram, deu-se início ao estudo do acontecimento, uma deformação que deu origem ao evento. O movimento da crosta foi semelhante aos sismos anteriores que haviam atingido o arquipélago. Para estes sismos, os cientistas determinadas que o plano nodal era o responsável, tendo em consideração o corte no lado direito. Todas as falhas nesta área são orientadas para o deslizamento numa grande escala. Devido a esta pesquisa, a informação recolhida aponta agora para que o vulcanismo dos Açores seja controlado pelo movimento dos sismos. Na Ilha Terceira, a mais afectada pelo sismo, os sismos mais destruidores ocorreram desde o século XVI, destacando-se os sismos de 1547, 1614, 1841 e este de 1980.

## Danos e baixas
O sismo ocorreu às 15h42 (hora local) do dia 1 de Janeiro de 1980, foi de magnitude 7.2 na escala de Richter e deu-se a cerca de 35 quilómetros a su-sudoeste de Angra do Heroísmo. Isso causou danos consideráveis em três ilhas: Terceira, São Jorge e Graciosa, destruindo vários edifícios. De acordo com os relatórios locais, cerca de 70% das casas da Ilha Terceira foram demolidas, incluindo o centro histórico da cidade de Angra do Heroísmo. Em termos gerais, os edifícios públicos como as sedes governamentais permaneceram intactos, as igrejas, embora, na maioria dos casos, tenham permanecido de pé sofreram danos muito significativos, enquanto outros edifícios cederam. Serviços essenciais, como a electricidade e a água, ficaram cortados em várias áreas.
Inicialmente, o numero de mortes foi fixado em 52, mas posteriormente contabilizou-se 61 e, mais tarde ainda, 73. Além disso, foram contabilizadas cerca de 300 pessoas feridas, embora posteriormente o número tenha ultrapassado as 400. Pelo menos vinte mil pessoas ficaram desalojadas, e danos menores foram registados nas ilhas do Pico e do Faial. Na Base aérea das Lajes, onde se encontra colocada a Força Aérea Portuguesa, um destacamento da Força Aérea dos Estados Unidos e, na época, um destacamento da Marinha dos Estados Unidos, não houve nenhuma baixa e os danos foram mínimos.
Depois do sismo, o então Presidente da República Portuguesa António Ramalho Eanes anunciou três dias de luto nacional, enquanto os esforços de ajuda humanitária, iniciados pela Força Aérea Portuguesa, foram rapidamente enviados ao local por agências governamentais.

## Esforços de socorro
A Força Aérea Portuguesa, a Marinha dos Estados Unidos e a Força Aérea dos Estados Unidos, estacionados na base das Lajes, trabalharam em ajuda às populações locais, abrigando mais de 150 famílias; a Força Aérea Portuguesa levaram mantimentos e bens essenciais às vítimas do sismo, enquanto a corveta João Coutinho da Marinha Portuguesa levou médicos para o local. O Presidente da República, Ramalho Eanes, voou num avião até ao local, acompanhado por pessoal médico e suprimentos.
Os funcionários locais, incluindo a PSP, Guarda Fiscal os bombeiros e o RIAH (Regimento de Infantaria de Anga do Heroísmo) abriram caminhos e limparam vias de circulação para a passagem de meios de transporte com suprimentos e pessoal médico. Em resposta ao sismo, estes funcionários públicos também estiveram envolvidos na busca de sobreviventes nos escombros. Imediatamente após o desastre, foram instaladas tendas para substituir temporariamente as casas destruídas para aproximadamente 200 famílias. Casas portáteis também foram construídas pelo projecto People to People International, o que resultou em mais 100 abrigos.
Três dias de luto nacional foram declarados por Ramalho Eanes. Depois dos esforços de socorro às populações, dezanove estações sismográficas foram instaladas pela região para monitorizas as actividades sísmicas. Onze destas instalações foram usadas  para monitorizar a actividade sísmica, enquanto as outras oito também serviam para a recolha de informações sobre as áreas geotérmicas. O sismo ajudou a que centenas de pessoas das ilhas decidissem emigrar para os Estados Unidos.

## Análise e situação actual
Estudos posteriores ao evento que resultou nesta tragédia encontraram vários factores que contribuíram para a grande extensão dos danos. A. Malheiro (2006) fez a ligação de várias causas principais para a provocação dos danos aquando do sismo. Os edifícios mais danificados pelo sismo estavam perto de linhas de falhas em cima de solo instável; estes, de construção pobre, não estavam em conformidade com o código de construção adequados, nem tinham sido examinados após a construção por entidades competentes, o que resultou em cerca de doze mil infraestruturas danificadas. A área em torno do Arquipélago dos Açores continua a ser uma área activa, e as ameaças de sismos e deslizamentos permanecem.